# Croatia Records
Croatia Records, 1947-1990 verksamt under namnet Jugoton, är ett kroatisk skivbolag. Det är det äldsta och främsta skivbolaget i Kroatien och har sitt huvudkontor i Zagreb. 

## Historik
Skivbolaget grundades i Zagreb 1947 som Jugoton men i samband med Kroatiens utträde ur Jugoslavien 1990 bytte skivbolaget till nuvarande namn.

### Fotnoter
1. ↑  Crorec.hr - Croatia Records officiella webbplats (kroatiska) (engelska)